# 池田さとみ
池田 さとみ（いけだ さとみ、1960年〈昭和35年〉11月8日 - ）は、日本の漫画家。千葉県市川市出身。血液型はA型。

## 来歴
1978年、出版社に初めて持ち込みした原稿『ゲーム・オーバー』が第13回「ちゃお・まんがスクール」の佳作を受賞し、編集者の指示で描いた2作目の『秋の日のステキな笑顔』（『ちゃお』11月号増刊）で高校3年時にデビュー。
当初は『ちゃお』（小学館）で主に作品を発表。前後編「西のペルシア」が評価を得て、「シシィ・ガール」を連載、初期の代表作となる。「都落ち戦争」の連載終了後、活動の場を『少女コミック』、『プチコミック』、『Judy』などに移すようになる。
初期の代表作である「シシィ・ガール」の頃から会社乗っ取りなど重厚なテーマを作品に絡め、社会派漫画家としての側面を見せていたが、『プチコミック』で連載された「オン・エア」「B/W（ブラック&ホワイト）」など、マスコミュニケーションを舞台・題材とした作品を連載する。
代表作「適齢期の歩き方」は主婦層にも購読されている『Judy』に連載されていた為、日常的な描写が多いが、サスペンス、ホラーの名手でもあり、日常ホラー「新 外科医 東盛玲の所見」を『夢幻館』（朝日ソノラマ→朝日新聞出版）に連載していた。

### 人物・こぼれ話
- 専門誌『ぱふ』で好きな漫画家を尋ねられると、今は「さいとう・たかを」・「弘兼憲史」と2名の名を挙げ、また厩戸王子（山岸凉子『日出処の天子）1作の為だけに『LaLa』（白泉社）を購入していると語っている（インタビュー実施：1982年8月18日[1]）。
- かつて自分の宝物として、友人と一緒に高校時代に描いた「時をかける少女」の原稿を挙げていた。
- 猫好きで何匹か飼い続けているのだが、糖尿持ちの「銀次郎」、腫瘍持ちの「ミルキー」、腎不全持ちの「じゅうご」（以上、没）、謎の血尿持ちの「さんご」となぜか飼う猫飼う猫皆「病気持ち」だったりする。特に「ミルキー」が病院に向かう車中でストレスによる心停止後死亡という哀れな最期を迎えたため、以後の病院通いに関しては慎重になっている。
- 『霊感工務店リペア』の巻数表記は脈絡のない漢字１文字に思えるが、並べると熟語になっている【奇天烈（987）】【幽玄（65）】【驚異（43）】【妖怪（21）】。

## 作風
傾向としてサスペンス・ホラーの場合、登場人物の一人（あるいは少数）の主観を利用した作品が多く、「そして僕らは旅に出る」はその中でも傑作といわれ、劇にもなっている。

## 作品リスト
- 秋の日のステキな笑顔（デビュー作）
- 苔桃じゃむパンケーキ（1979年、読み切り）
- たそがれ色に染めて（1980年、読み切り）
- あたたかな季節へ（読み切り）
- 冬の魔法（読み切り）
- 西のペルシア（前後編、読み切り）
- シシイ・ガール
- 都落ち戦争
- ちょっと青い人（1983年、読み切り）
- TARU TARU マシーン（1984年、読み切り）
- プープーサンダルマーチ（1983年、読み切り）
- モーニング・ローズ
- キャンセル
- モジリアニ（1985年）
- 永い追跡（読み切り、1986年）
- オン・エア（1986年）
- B/W[ブラック&ホワイト]（1987年）
- ジャンナ（1990年）
- 無邪気なジュリエット（1991年）
- スーベニア（1991年）
- 適齢期の歩き方（1992年）
- ペルソナ（1992年）
- さよならのJAMU（1994年）
- TOP!（1994年）
- ダーク・ゴースト（1994年）
- 外科医東盛玲の所見（1995年）
- 新 外科医 東盛玲の所見
- 今日のふたり（1998年）
- 東京フリーター（読み切り）
- あなたの海が見たい
- 太陽娘（2001年）
- ネコの手 一番（2001年）
- 辻占売（2002年-）
- REVENGE（2003年）
- 幸せな庭（2003年）
- オルゴール
- Black Bitter Sweet
- 天使の帰還
- 蜜柑
- 永い追跡（2005年）
- いけださんちのだめだめ病猫（後に飼猫）日記（2006年 - 2008年）
- ねこじぞう（2007年 - ）
- 霊感工務店リペア（2008年 - ）